# Bóbrka (powiat leski)
Bóbrka – wieś w Polsce położona w województwie podkarpackim, w powiecie leskim, w gminie Solina. Wieś leży w dolinie Sanu nad Jeziorem Myczkowskim na stokach dwóch wzniesień: Koziniec (521 m) z widocznym kamieniołomem oraz Żukowiec (502 m). Przez wieś przebiega droga wojewódzka nr 895. Bóbrka zwana była także Bóbrką Damazówką lub Bóbrką Blizińskiego.
Według danych z 2011 roku miejscowość zamieszkiwało 390 osób.
| SIMC    | Nazwa  | Rodzaj    |
| ------- | ------ | --------- |
| 0360514 | Bazyle | część wsi |
| 0360520 | Jawor  | część wsi |

Wieś prawa wołoskiego, położona była w drugiej połowie XV wieku w ziemi sanockiej województwa ruskiego. W latach 1975–1998 miejscowość należała administracyjnie do województwa krośnieńskiego.

## Historia
Zachowane dokumenty z 1436 i 1441 wymieniają takie wsie jak Bóbrkę, Olszanicę, Uherce, Myczkowce, Rajskie i "inne". Dotyczą wsi założonej na prawie wołoskim pod nazwą Bóbrka jako własność szlachecka w dobrach Sobień – Lesko. Na podstawie podziału między Małgorzatą żoną Przedpełka Mościca z Wielkiego Koźmina a jej stryjem Mikołajem Kmitą z Wiśnicza kasztelanem przemyskim Małgorzata Kmita odstępuje Mikołajowi i jego synom zamek Sobień z wsiami do zamku należącymi: Olszanica, Bóbrka, Solina i in. Stanisław, Mikołaj i Jan bracia z Wiśnicza, synowie Mikołaja z Sobnia, w latach 1456–57 pozywają Jana Kmitę z Wiśnicza, kasztelana lwowskiego o gwałtowne zajęcie dóbr przypadłych in „sorte vulgariter loszem”: zamku Sobnia i wsi Załuż, Myczkowce, Bóbrka i in. Jan i Stanisław Kmitowie dziedzice na Sobniu w 1479 pożyczyli od Piotra z Rytarowiec podkomorzego sanockiego 200 grzywien, za które zastawili mu wsie Myczkowce, Bóbrka, zapewnili mu daninę w baranach i wieprzach z Bóbrki. Z kolei Piotr z Rytarowiec podkomorzy pożyczając od żony swej Elżbiety 100 grzywien zapisuje jej tę kwotę na pieniądzach posiadanych na wsiach Bóbrka i Myczkowce. W 1483 Jan Kmita z Sobnia zabezpiecza bratu swemu ks. Stanisławowi kanonikowi sandomierskiemu pożyczone od tegoż 1000 grzywien na czterech wsiach należących do zamku Sobnia: Myczkowce, Bóbrka i in. W 1486 kniaziowie z Soliny i Polany oraz 8 kmieci z Soliny, Bóbrki i Olszanicy ręczą swemu panu, Stanisławowi Kmicie, za poddanego Stecza z Bóbrki. Źródła wymieniają imiona mieszkańców Bóbrki: Iwan, Iwan Walter, Demetrius, Senko, Hrycz, Stecz kmiecie (chłopi). W 1486 kniaziowie z Soliny i Polany i 8 kmieci z Soliny, Bóbrki i Olszanicy poręczyli swemu panu, Stanisławowi Kmicie, za poddanego Stecza z Bóbrki. Z 1488 r. – kolejny dokument wymienia więcej miejscowości położonych w dolinie Sanu tj. Bóbrka Tworylne, Rajskie, Terkę (Tharnawkę), Wołkowyję, Berezkę, Solinę, Myczkowce, Uherce a właścicielem tej miejscowości jak i całego klucza Sobień – Lesko jest – Stanisław Kmita z Sobienia. Maciej podkomorzy sanocki i ks. Piotr (Balowie) bracia rodzeni z Nowotańca, Hoczwi i in. Skarżą Stanisława Kmitę z Sobnia, że nie chce sypać granic, gdzie ich brak, i odnawiać dawnych między ich wsiami: oba terpiczowy, Berezka, Wołkowyja, Terka (Tharnawka) z jednej a wsiami Myczkowce, Solina, Rajskie, Bóbrka, Tworylne z drugiej strony. W 1489 Stanisław Kmita zapisał żonie Katarzynie – córce Jana Amora z Tarnowa 6000 zł węg. Na połowie swych dóbr: zamek Sobień, wsie do zamku należące: Bóbrka, Solina i inne. W 1503 Stanisław Kmita gwarantuje Stanisławowi Derszniakowi -podkomorzemu przemyskiemu, terminowy zwrot długu 300 zł zastawem swych dóbr Solina, Bóbrka i Stefkowa Wola. W 1541 Piotr Kmita zapisuje swej żonie Barbarze z Felsztyna 5000 zł na dobrach Bóbrki i innych.
Nie ominęły Bóbrki najazdy Tatarów w 1624, Szwedów w 1655, czy Węgrów w 1657. W 1672 podczas ostatniego już najazdu czambułów tatarskich Nuradyn-Soltana, we wsi ocalały tylko 3 domy. Tatarzy ograbili i spalili wieś, a mieszkańców uprowadzili do niewoli. Wioska była wówczas własnością Zielińskiego.
Miejscowość Bóbrka należała m.in. do Kmitów i Skotnickich, Sokołowskich.
W 1876 majątek ziemski w Bóbrce otrzymał jako wiano (biorąc ślub z Pelagią z Sokołowskich) i zamieszkał tu Józef Franciszek Bliziński. W 1883 i 1884 r. Blizińscy gościli Oskara Kolberga. W połowie 1888 r. z powodu problemów finansowych i gospodarczych małżeństwo wydzierżawiło Bóbrkę, przenosząc się do Krakowa. Dwór Blizińskich obecnie jest zalany wodami zalewu Myczkowskiego.
Wieś zasłynęła również przez wydarzenia, jakie rozegrały się w 1932, kiedy to chłopi stanęli w obronie kapliczki upamiętniającej zniesienie pańszczyzny. Kapliczka stoi do dziś. 26 maja 1945 UPA powiesiła sołtysa Stefana Derenia – Polaka, a kilka dni później Władysława Tokarskiego.
W latach 1937–39 wybudowano we wsi murowaną cerkiew i kościół. W latach 60. XX w. kościół został uszkodzony w wyniku nieprawidłowej eksploatacji pobliskiego kamieniołomu i rozebrany w 1971. Cerkiew po wysiedleniu ludności ukraińskiej w latach 1947–57 użytkowana była jako magazyn, potem kilka lat jako świątynia prawosławna. W 1971 została przejęta przez Kościół rzymskokatolicki. Po remoncie i przebudowie w latach 1971–73 urządzono w niej kościół parafialny pw. Najświętszego Serca Pana Jezusa.
18 września 1944 wieś zajęły Armia Czerwona.
We wsi mieszkał Leon Chrapko.